# Бекиос, Спирос
Спи́рос Бе́киос (греч. Σπύρος Μπέκιος ), известный под партизанским пседонимом капита́н Ла́мброс (греч. καπετάν Λάμπρος), 1919 — 8 февраля 2007 года) — греческий коммунист, участник Греко-итальянской войны, командир отрядов Народно-освободительной армии Греции (ЭЛАС), мемуарист.

## Молодость
Спирос Бекиос родился в 1919 году в маленьком селе Маврило, Фтиотида, в бедной крестьянской семье. 
Это малое горное село первоначально именовалась Корифес (Κορυφές- Вершины) в силу своего расположения под вершинами горы Велухи, но в османский период получило имя Маврило от слова Мавро (Μάυρο – чёрный) вероятно либо от чёрного пороха производимого в этом, практически вне османского контроля с 1525 года, селе, либо от лесов чёрной ели окружающих село. 
Начальное образование С. Бекиос получил в родном селе. 
Принял участие в победной для греческого оружия греко-итальянской войне (1940—1941) в звании младшего лейтенанта инженерных войск. 
После того как на помощь итальянцам пришла Гитлеровская Германия и командующий армией Западной Македонии генерал Цолакоглу подписал «акт почётной капитуляции», вернулся в своё село.

## Сопротивление
С началом тройной, германо-итало-болгарской, оккупации Греции, инициатором развёртывания движения Сопротивления стала компартия Греции.
С. Бекиос стал членом компартии и летом 1942 года вступил в партизанский отряд Ариса Велухиотиса, первоначально в качестве диверсанта. 
В дальнейшем, после сформирования Народно-освободительной армии Греции (ЭЛАС), под партизанским псевдонимом «капитан Ламброс» (καπετάν Λάμπρος ), принял командование «Батальоном смерти». 
В операции Горгопо́тамос его роль была значительной и отмечена историографией. 
В операции в Курново в июне 1943 года, в результате которой погибли до 300 солдат итальянской оккупационной армии, роль диверсантов С. Бекиоса была основной.

## Послевоенные годы
В отличие от других европейских стран, освобождение Греции в октябре 1944 года не означало окончание военных действий. 
Британская военная интервенция декабря 1944 года и столкновения с частями ЭЛАС стали началом новых перипетий для разрушенной Греции. 
Стремясь и надеясь на примирение в стране, руководство компартии Греции пошло на подписание Варкизского соглашения, которое предусматривало разоружение ЭЛАС.
Однако Варкизское соглашение не привело страну к миру. Последовал период т. н. «Белого террора».
Преследуемые бандами монархистов и бывших коллаборационистов, бывшие партизаны ЭЛАС стали уходить в горы. 
Предвидя вероятность открытой гражданской войны, правительство монархистов объявило о «мобилизации» бывших офицеров ЭЛАС. Со своей стороны, компартия, продолжая политику примирения, рекомендовала офицерам принять повестки, вследствие чего после начала Гражданской войны (1946—1949) Демократическая армия осталась без опытных офицеров. 
После 1945 года, Спирос Бекиос, бывший в оккупацию соратником Ариса Велухиотиса, который отверг Варкизское соглашение и погиб с оружием в руках, около 20 лет провёл в заключении – тюрьма Авероф, концлагерь на острове Ярос, тюрьма на острове Эгина. 
После поражения Демократической армии (1949) и с компартией вне закона, в 1951 году начался процесс консолидации левых сил в Единую демократическую левую партию (ЭДА). 
С. Бекиос был освобождён в 1964 году, примкнул к ЭДА и через несколько месяцев оказался в эпицентре кровавых событий вокруг моста Горгопотамоса.

## Горгопотамос — 1964 год
На выборах 1964 года победил «Союз центра», возглавляемый Г. Папандреу. Папандреу в этот период находился в конфронтации с королевским двором по вопросам армии и с американцами, отвергнув предложенный ими натовский раздел Кипра с Турцией.
В ноябре 1964 года правительство решило отметить официальным празднованием годовщину взрыва моста Горгопотамос силами греческого Сопротивления и союзниками в годы войны. Организации ветеранов Сопротивления считались незаконными, но празднование годовщины было сочтено как уступка народному давлению признать Национальное Сопротивление :1016.
25 ноября под мостом Горгопотамоса собрались 20 тысяч бывших партизан ЭЛАС и сторонников левых партий, а также ветераны ЭДЕС. 
Но место митинга было заминированно неизвестными. Когда собравшиеся направились к опорам моста возложить венки, они нарвались на мину. Погибли 13 человек, включая 12-летнюю девочку, 80 человек было ранено. Было выдвинуто обвинение, что это была операция ЦРУ и греческих секретных служб под наименованием «Операция Стрела». Целью операции была дестабилизация в стране, низложение правительства Папандреу и террор против левых сил и ветеранов ЭАМ-ЭЛАС. Рапорт расследования гласил, что взорвавшаяся мина была «американского образца» и находилась на месте взрыва с 1947 года (с гражданской войны), если не с оккупации.
Папандреу принял этот рапорт, шантажируя левые силы фразой «или правду и правительство будет низложено, или оставляем как есть и правительство остаётся у власти».
Между тем существовали доклады, сообщавшие, что минные поля вокруг моста были зачищены дважды.
Министерство обороны представило документы о минных полях под номерами «ΕΘ7», от 1948 года с 182 минами, зачищенном в 1957 году, и «ΑΒ10» от 1949 года с 88 минами, которые были обезврежены поэтапно с 1951 по 1957 год. Взорвавшаяся мина находилась на втором поле.
На вопрос, как на зачищенном поле оказалась необезвреженная мина, был получен ответ — случается. Когда была найдена ещё одна мина, ответом было — две мины ускользнули. Когда были найдены ещё 2 мины, не было получено никакого ответа.
Между тем все предыдущие годы железнодорожники неоднократно производили работы на этом месте, и стада овец годами паслись под мостом.
Взрыв состоялся, когда жандармерия препятствовала ветеранам возложить венки, так как это было вне программы, и официальные лица начали покидать мероприятие. После взрывов собравшиеся решили, что их блокировала жандармерия и забрасывала гранатами, и двинулись против жандармов. Правительство предало жертв взрыва суду по обвинению в «мятеже против государства».
Папандреу, говоря о судимых «коммунистах», инструктировал своих сотрудников: «раздавите их».
18 ветеранов были осуждены: на 3 года секретарь Союза инвалидов и раненных Сопротивления К. Тасопулос и член руководства Союза жертв оккупации «Феникс» Анна Солому. На 2,5 года генерал Г. Авгеропулос, С. Бекиос, участник операции Горгопотамос. Остальные 14 ветеранов были осуждены на многомесячное заключение; среди них был также старый генерал Кусиндас (ЭДЕС):1018.
Сразу по окончании суда, 4 августа 1965 года, в прессу попало письмо военного атташе США в Афинах, в котором говорилось о американской «Операции ARROW-1» (Стрела-1). Американское посольство немедленно объявило письмо фальшивкой.
В письме говорилось, что взрыв мины был делом рук ЦРУ. Исполнители прибыли из Германии и были греками (или среди них были также греки), которые, не входя в контакт с местным населением, были эвакуированы по завершении операции на свою базу в Германии. О деталях операции был информирован персонал посольства США.
Письмо выражало недовольство, что «наши друзья в армии и на флоте» не воспользовались создавшимся положением в стране.
Поскольку посольство США заявило, что письмо — фальшивка, делу не дали ход, несмотря на расследование, которое предпринял юрист Х. Рахиотис, чья жена была среди 13 погибших.

## Последние годы жизни
Последние годы своей жизни С. Бекиос посвятил написанию мемуаров, и, после легализации деятельности компартии в конце 1974 года, деятельности в организациях ветеранов Сопротивления. 
Раскрывая интриги британской миссии вокруг взрыва моста Горгопотамоса в 1942 году, их усилия и деньги потраченные на поддержку ЭДЕС с целью нейтрализовать деятельность неугодного им политически ЭЛАС, и послевоенные попытки принизить роль ЭЛАС и Ариса Велухиототиса, он написал книгу «Горгопотамос – правда, которая жжёт»
В 1976 году он издал более обширные мемуары «Страницы из Национального Сопротивления» (Σελίδες Από Την Εθνική Αντίσταση, Συγγραφέας: Μπέκιος Σπύρος Ηρ. – Λάμπρος, Εκδόσεις: "ΒΕΛΟΥΧΙ").
Спирос Бекиос умер в Афинах 8 февраля 2007 года. На его похоронах некоторый конфуз вызвала попытка священника запретить речь представителя организации компартии столичного района Илиуполис, где он жил последние годы.